# Vladimír Obr
Vladimír Obr (*17. června 1954, Olomouc) je český malíř, fotograf, multimediální umělec, zahradník, matematik a filosof. Pracuje jako umělec na volné noze. Je členem SVUM - Sdružení výtvarných umělců moravských, Svazu českých fotografů a dalších výtvarných institucí.

## Život a dílo
Narozen v Olomouci roku 1954. Školy: Gymnázium, Informatika, Institut výtvarné fotografie a další průběžné vzdělávání doma i v zahraničí. Během studia začal vystavovat grafiku, olejomalby, fotografie a šperky. Dále pracoval jako výtvarník ve svobodném povolání, pořádal četné výstavy po celé republice. Roku 1991 zahájil období multimediální tvorby, tj. kreací založených na autorské fotografii, klasické nebo digitální malbě a grafických technikách. Vladimír Obr kombinuje řadu výtvarných technik, které zpracovává na počítači a malbou. Tuto vlastní metodu používá mezi jinými dodnes. Jeho tvorbou se prolíná několik cyklů, které postupně doplňuje. Cykly multimediální: Cesty a křižovatky, Něco za něčím, Andělé. Fotografický cyklus: Intimní krajina. Od roku 2015 pracuje na cyklu Hra s květinou.
Slova Vladimíra Obra o tomto cyklu:
"Asi 30 let jsem říkal o květinách, že jsou dokonalé a krásné, že jsou nesčetněkrát zpracované, že jsou umělecky ignorované, že jejich obrazy jsou nazývané kýčem, tabu i klišé, a že se jednou do nich pustím. A loni jsem se rozhodl, že je správný čas pro Hru s květinou. V mé hře neexistuje hranice, temný kout, prázdné místo. Nezajímá mne konvence. Hřiště je všude. Poznané i neznámé, prostě vše, co projde mými dveřmi. To je jediné pravidlo.
Květiny mne fascinují. Barvami, vůní, křehkostí, formami a proměnami. Miluji jejich dech. Cítím jejich lásku. Kdybych mohl, obklopil bych se jimi. Pro teď a provždy. Absolutně. Přestala mne bavit nuda předstírání, že květiny nejsou. Paradigma vozové hradby ignorace jsem odlepil jak žvýkačku z boty. Opona se zvedla, a hra začíná."